# 16. ceremonia wręczenia Złotych Globów
16. ceremonia wręczenia Złotych Globów odbyła się 5 marca 1959 roku.

## Laureaci i nominowani
Laureaci nagród wyróżnieni są wytłuszczeniem

### Produkcje filmowe

#### Najlepszy film dramatyczny
- Ucieczka w kajdanach
- Kotka na gorącym blaszanym dachu
- Bądź w domu przed zmrokiem
- Chcę żyć!
- Osobne stoliki

#### Najlepszy film komediowy
- Ciotka Mame
- Jakubowski i pułkownik
- Czarna magia na Manhattanie
- Niedyskrecja
- Wymarzony urlop

#### Najlepszy musical
- Gigi
- Czego pragnie Lola
- Południowy Pacyfik
- Tomcio Paluch

#### Najlepsza aktorka w filmie dramatycznym
- Susan Hayward – Chcę żyć!
- Ingrid Bergman – Gospoda Szóstego Dobrodziejstwa
- Deborah Kerr – Osobne stoliki
- Shirley MacLaine – Długi tydzień w Parkman
- Jean Simmons – Bądź w domu przed zmrokiem

#### Najlepsza aktorka w filmie komediowym lub musicalu
- Rosalind Russell – Ciotka Mame
- Ingrid Bergman – Niedyskrecja
- Leslie Caron – Gigi
- Doris Day – The Tunnel of Love
- Mitzi Gaynor – Południowy Pacyfik

#### Najlepszy aktor w filmie dramatycznym
- David Niven – Osobne stoliki
- Tony Curtis – Ucieczka w kajdanach
- Robert Donat – Gospoda Szóstego Dobrodziejstwa
- Sidney Poitier – Ucieczka w kajdanach
- Spencer Tracy – Stary człowiek i morze

#### Najlepszy aktor w filmie komediowym lub musicalu
- Danny Kaye – Jakubowski i pułkownik
- Maurice Chevalier – Gigi
- Clark Gable – Prymus
- Cary Grant – Niedyskrecja
- Louis Jourdan – Gigi

#### Najlepsza aktorka drugoplanowa
- Hermione Gingold – Gigi
- Maureen Stapleton – Lonelyhearts
- Peggy Cass – Ciotka Mame
- Wendy Hiller – Osobne stoliki
- Cara Williams – Ucieczka w kajdanach

#### Najlepszy aktor drugoplanowy
- Burl Ives – Biały Kanion
- Gig Young – Prymus
- Efrem Zimbalist Jr. – Bądź w domu przed zmrokiem
- Harry Guardino – Dom na łodzi
- David Ladd – The Proud Rebel

#### Najlepszy reżyser
- Vincente Minnelli – Gigi
- Richard Brooks – Kotka na gorącym blaszanym dachu
- Stanley Kramer – Ucieczka w kajdanach
- Delbert Mann – Osobne stoliki
- Robert Wise – Chcę żyć!

#### Najlepszy kobiecy debiut
- Linda Cristal
- Susan Kohner
- Tina Louise
- Joanna Barnes
- Carol Lynley
- France Nuyen

#### Najlepszy męski debiut
- Bradford Dillman
- John Gavin
- Efrem Zimbalist Jr.
- David Ladd
- Ricky Nelson
- Ray Stricklyn

#### Najlepszy młody aktor
- David Ladd – The Proud Rebel

#### Film promujący międzynarodowe zrozumienie
- Czas życia i czas śmierci
- Młode lwy
- Jakubowski i pułkownik
- Ucieczka w kajdanach
- Gospoda Szóstego Dobrodziejstwa

#### Nagroda Samuela Goldwyna
- Żywa woda
- SOS Titanic
- Das Mädchen Rosemarie
- Droga długa jak rok
- Do Aankhen Barah Haath

#### Nagroda Henrietty
- Rock Hudson
- Deborah Kerr

#### Nagroda im. Cecila B. DeMille’a
- Maurice Chevalier

#### Nagroda Specjalna
- Shirley MacLaine

### Produkcje telewizyjne

#### Najlepsze osiągnięcie telewizyjne
- Paul Coates
- William Orr
- Red Skelton
- Ann Sothern
- Ed Sullivan
- Loretta Young